# 네버 렛 미 고
《네버 렛 미 고》(Never let me go)는 2017년 노벨 문학상 수상자로 선정된 일본계 영국 작가인 가즈오 이시구로의 2005년 출간 동명원작소설을 바탕으로 영국에서 만들어진 디스토피아적인 영화이다. 감독은 마크 로마넥이고 각본은 알렉스 가랜드이다. 이 영화의 배경은 장기이식을 위해 만들어진 복제인간이 살고 있는 센터이다. 주인공인 캐시(캐리 멀리건), 토미(앤드루 가필드), 루스(키이라 나이틀리)는 모두 복제인간으로 센터에 살고 있으며 미묘한 삼각관계를 형성하게 되는 기본적인 스토리라인을 가지고 있다.

## 줄거리
영화는 1952년, 인간의 수명이 100년으로 늘어나는 것이 가능해졌다는 의학적 발견에 관한 자막을 보여주며 시작한다. 그 후 27살의 여주인공 캐시가 헤일샴이라는 기숙학교에서 보낸 어린시절, 학교를 떠난 후와 성인이 되고 나서의 이야기를 마치 추억을 더듬듯이 말하는 내레이션으로 그 장을 연다.
1978년, 어린 캐시, 토미, 루스가 재학 중인 헤일샴이라는 기숙학교는 어딘가 다른 학교와는 다른 분위기가 감돈다. 헤일샴은 수학, 과학 등 일반적인 과목을 배우는 대신 학생들에게 그림, 시 짓기 등 예술활동을 더욱 장려한다. 학생들의 작품들 중 가장 잘한 작품은 갤러리에 전시되고 학생들은 그것을 자랑스럽게 생각한다. 또한 헤일샴의 선생님들은 학생들에게 항상 내부를 건강하게 가꾸라고 강조한다. 그러던 어느 날 헤일샴의 선생님 중 하나인 루시는 학생들에게 그들 존재의 본질을 알려준다. 그들은 오직 장기기증을 위해서만 존재하며 중년을 채 맞이하기도 전에 모든 장기를 기부하고 죽는다는 것이었다. 루시는 학생들이 안쓰럽고 그들이 자기 자신에 대해서 알 필요가 있다고 생각해서 한 일이지만, 그 날 이후 루시는 학교에서 해고되고 말았다. 어린 캐시는 항상 어리숙하지만 예술에 재능이 있는 토미를 좋아하고 챙겨준다. 토미 역시 캐시에게 호감이 있었고, 캐시의 친구인 루스도 그 사실을 알고 있었지만 질투가 난 루스가 캐시보다 먼저 토미에게 다가가서 둘은 사귀게 된다. 헤일샴에서 남은 시간을 보내는 동안 캐시는 토미와 루스의 관계를 그저 바라보
1985년, 18살이 된 캐시, 토미, 루스는 코티지라고 불리는 농장의 주택으로 재배치된다. 청년이 된 그들은 집 밖을 나서는 순간적인 자유가 허용되지만 이제 그들은 자신들의 운명을 받아들이고 마음의 준비를 한다. 그들은 처음으로 다른 기숙학교에서 살던 복제인간들도 만나게 된다. 루스의 원본 모델이 가까운 시내에 있다고 들은 캐시, 토미, 루스와 새로 사귀게 된 친구들은 차를 타고 루스의 원본을 보기 위해 시내로 나간다. 루스는 매우 흥분하지만, 그녀와 전혀 닮지 않았던 그 여성을 보고 난 후 실망감과 분노를 금치 못하고 같이 갔던 토미와 캐시에게 화를 낸다. 루스는 자신들은 인생의 밑바닥에 있는 사람들을 본따서 만들어진 것이고 멀쩡하게 직장이 있는 사람들은 절대 자신들의 원본일리가 없다고 소리지른다. 그 후 어색한 분위기를 가지고 그들은 다시 농장으로 되돌아간다.
다른 사람들로부터 그들은 생명 '유예'에 대한 이야기를 듣는다. 그들 중 서로 사랑하고 그것을 어느 정도 증명할 수 있다면 장기기증을 일시적으로 유예해준다는 것이다. 이 소식은 농장에서 빠르게 퍼져나간다. 토미는 어렸을 때 헤일샴에서 그림을 모아뒀던 갤러리가 이 사랑을 증명하기 위한 기관이 아닌가 하는 생각을 가지게 된다. 그들이 그리던 그림을 통해 영혼을 살펴보고 진실한 사랑인지 아닌지를 확인한다는 생각. 그러던 어느날, 캐시는 포르노 잡지를 쓰레기통에서 발견하게 되고, 토미에게 같이 보자고 한다. 책장을 빠르게 넘기는 캐시에게 토미는 흥분하려면 천천히 집중해서 봐야한다고 말하지만 캐시는 이해하지 못하는 것처럼 보인다. 그러던 중 토미와 루스가 방문을 열어놓은 채 성관계를 하는 것을 캐시가 목격하게 되고, 루스는 그 날 밤 캐시를 찾아가 싸움을 걸게 된다. 캐시가 바라는 것은 토미와 가까이 있고 싶은 것이라며, 자신과 토미가 헤어지는 걸 바라고 있다는 말을 한 것. 게다가 포르노잡지를 토미와 같이 보자고 말한 것의 의미가 무엇인지 자신은 안다는 말을 하게 되는데, 이 말을 들은 캐시는 더 이상 농장에 있는 것을 견딜 수 없게 되고 기증자(donor)를 돌봐주는 케어러(carer)가 된다. 케어러는 장기를 이식하는 것을 미룰 수 있다. 케어러가 된 캐시는 농장을 떠나게 되고 삐걱대던 루스와 토미의 관계도 끝나게 된다.
1994년, 캐시는 여전히 케어러로 일하고 있다. 그 동안 캐시는 많은 복제인간들의 죽음을 지켜봤다. 농장을 떠나온 후로 토미와 루스를 보지 못한 캐시는 우연히 병원에서 루스를 보게 된다. 루스는 이미 두 차례의 기증으로 몸이 약해져 있는 상태였고 마지막 수술을 앞두고 있었다. 루스와 함께 토미를 찾아낸 캐시는 다시 옛날처럼 돌아가 셋이 함께 짧은 여행을 떠난다. 여행에서 루스는 토미와 캐시의 사이를 방해하고 떼어놓아서 미안하다며 용서를 빈다. 질투에서 비롯된 그 감정과 혼자 남겨지기 싫다는 감정으로 인해 그 둘을 일부러 떼어놓았다며 사죄의 의미로 그들의 생명을 유예하는 것을 돕기 위해 갤러리의 주소를 알아내 캐시와 토미에게 건넨다. 그 후 마지막 수술을 할 때 루스는 목숨을 잃는다.
토미는 그 동안 계속 그림을 그려왔다며 캐시에게 갤러리에 있는 헤일샴의 교장에게 찾아가자고 제안한다. 겨우 갤러리를 찾아간 그들은 뜻밖에 소식을 접한다. '유예'라는 것은 없으며 갤러리의 존재 이유는 다른 사람들에게 복제인간도 인간이며 영혼이 있는 사람이라는 걸 확인시키기 위해서 존재했던 것이다. 헤일샴은 복제인간의 인권을 위해 존재했던 최후의 장소였다. 헤일샴은 기금 부족으로 폐교된다. 사람들은 그들이 이식받는 장기가 어느 복제인간 것인지 확인하고 싶어하지 않기 때문이다. 토미와 캐시는 이 사실을 확인하고는 다시 병원으로 돌아온다. 마지막 수술을 하던 중 토미는 죽는다. 혼자 남은 캐시는 자신의 장기이식도 한달 후에 시작된다는 것을 알고 운명을 받아들인다. 그리고 그녀는 묻는다. "우리의 인생(복제인간)이 우리를 원하던 사람(인간)들의 그것과 많이 달랐는가?"

## 출연
- 캐리 멀리건 - 캐시 H
  - 이저벨 마이클스몰 - 어릴 때의 캐시
- 키이라 나이틀리 - 루스 C
  - 엘라 퍼넬 - 어릴 때의 루스
- 앤드루 가필드 - 토미 D
  - 찰리 로 - 어릴 때의 토미
- 샐리 호킨스 - 미스 루시
- 샬럿 램플링 - 미스 에밀리
- 나탈리 리샤르 - 마담
- 도널 글리슨 - 로드니
- 앤드리아 라이즈버러 - 크리시

## 제작
각본가 앨릭스 갈랜드는 원작 소설 작가인 이시구로 가즈오와 오랜 친구이다. 이시구로는 네버 렛미 고를 완성하고 갈랜드에게 보여주었다. 갈랜드는 소설을 보자마자 각본을 썼고, 책이 출판되기도 전에 프로듀서를 찾아간다. 출판도 되기 전에 영화화가 결정된 것이다. 감독을 맡게 된 마크 로마넥은 원래 늑대인간이라는 영화를 제작하려고 했으나 어떤 이유에선지 그만두고, 네버렛미고의 영화화에 발을 들인다. 그는 네버렛미고는 SF지만 스산한 아름다움이 감도는 작품이고 우아한 SF라고 평했다. 본질적으로는 SF에 가깝지만 네버렛미고는 장르적으로 SF라기보다는 드라마에 가깝고 제작자들도 그것을 원했다.

## SF적인 드라마
복제인간에 관련된 영화 대부분은 화려한 컴퓨터 그래픽과 액션, 영상미 등으로 눈을 사로잡고 미래세계를 배경으로 한다. 네버렛미고는 그런 면에서 같은 장르의 다른 영화들과 차별성을 가지고 있다. 수수하고 소박한 영상과 현재를 살고 있는 주인공들, 다른 SF영화와는 다른 요소이다. 그래서 이들의 이야기가 더욱 절절하게 다가온다. 마치 어딘가에 있을 법한 기숙학교, 어딘가에 있을 법한 주인공들이 현실세계의 영화 속의 경계를 무너뜨린다. 장기기증에 관한 것도 다른 영화와는 사뭇 다르다. 보통 복제인간을 소재로 한 영화에서는 장기를 이식하고 난 후 죽음을 맞는다. 그러나 네버 렛미 고에서는 수술이 여러차례 이루어진다. 한 번 수술을 할 때 하나의 장기만을 적출하는 것으로 장기 이식은 몸이 기능을 하지 못할 때까지 계속 반복된다. 이 잔인한 요소는 앞서 말한 영화의 현실감과 결합해 오히려 관객의 마음을 아프게 한다.
네버 렛미 고에서 복제인간들의 죽음에는 Death를 사용하지 않는다. 대신 완료(Completion)라는 단어를 사용한다. 그들은 인간과 똑같은 모습과 똑같은 감정을 가지고 있지만 죽음에서조차 인간과는 다른 단어를 사용한다. 영화에서 복제인간들의 삶은 인간들보다 더 인간적인데 그것과는 괴리가 있는 현실은 복제인간의 비참함을 더욱 드러낸다. 또한 그들의 인생은 매우 짧다. 장기 이식을 20살부터 시작해서 그 후 몇 번의 반복된 수술을 거친다. 장기를 이식하기 위해서는 복제인간들의 장기를 보호해야해서 자유롭게 행동할 권리도 갖지 못한다. 그들은 언제든 시간이 부족한 '인간'이었던 것이다. 그 와중에도 그들은 사랑을 하고 우정을 키우고 서로에 대한 애정을 키운다. 진짜 인간이 아니었던 그들은 진짜 인간과 같은 감정을 가지고 표현하는데 인색하지 않았다. 네버 렛미 고는 우리에게 정말 중요한 것은 사랑, 우정 그리고 행동임을 보여준다.